# Dušan Keketi (ur. 1975)
Dušan Keketi (ur. 29 sierpnia 1975 w Trnawie) – słowacki menedżer, od 2024 do 2025 minister.

## Życiorys
Syn piłkarza Dušana Kéketiego. Ukończył szkołę średnią w Trnawie, po czym w latach 1993–1998 studiował handel zagraniczny na Uniwersytecie Ekonomicznym w Bratysławie. Pracował w spółkach prawa handlowego, był m.in. członkiem zarządu i dyrektorem wykonawczym w UniCredit Leasing CZ i dyrektorem generalnym banku Eximbanka. W 2020 wszedł w skład zarządu, a w 2021 został prezesem operatora portu lotniczego Bratysława.
W styczniu 2024 dołączył do czwartego rządu Roberta Ficy (z rekomendacji Słowackiej Partii Narodowej). Został początkowo ministrem bez teki, stając następnie w lutym tegoż roku na czele nowo utworzonego ministerstwa turystyki i sportu. Funkcję tę sprawował do marca 2025. W maju 2025 powołany na wiceprezesa Narodowego Banku Słowacji.